# Pierre Chanel
Pierre Louis Marie Chanel, på engelska: Peter Chanel, född 12 juli 1803 i La Potière i Frankrike, död 24 april 1841 på Wallis- och Futunaöarna i Stilla havet, var en katolsk präst, missionär och martyr. Han vördas som den första martyren i Oceanien och är därför skyddshelgon för den världsdelen. Hans helgondag är den 28 april.

## Biografi
Pierre Chanel föddes den 12 juli 1803 i en bondefamilj i La Potière i Belley i östra Frankrike som det femte av åtta barn. Han arbetade som fåraherde på familjens gård från det att han var sju år gammal. Enligt vissa uppgifter hade gården tagits från kyrkan under franska revolutionen; något som Pierre Chanel ville återgälda. Hans fromhet och intelligens upptäcktes av sockenprästen och han sattes i dennes skola för att så småningom själv kunna prästvigas 1827. Han önskade bli missionär och år 1836 utnämndes han att vara en av dem som skulle sprida evangeliet på ”öarna i södra Stilla Havet”. På Tahiti och Tonga förhindrades de katolska missionärerna av protestantiska konkurrenter och av en tillfällighet hamnade han på ön Futuna som då tillhörde den franska kolonin Nya Kaledonien, tillsammans med en annan missionär och engelsman som följde med som tolk.
Invånarna på ön beskrivs som vildar som nyligen slutat med kannibalism. Missionärerna betraktades med misstänksamhet också de, bland annat därför att hövdingen fått veta att de var där som observatörer och han ogillade deras missionerande. Pierre Chanel lärde sig språket och började predika men upplevde det svårt att omvända öns invånare. Trots det kände sig deras viktigaste beskyddare hövding Niuliki hotad av missionärerna, inte minst på grund av att örlogsfartyg både från Storbritannien och Frankrike patrullerade vattnet och andra europeiska handelsmäns beteende på grannöarna. När hövdingens son konverterade, bestämde sig hövdingen och hans rådgivare för att eliminera missionärerna. Pierre Chanel mördades den 28 april 1841. Han begravdes på ön och enligt traditionen började det ske mirakel vid graven. Inom ett år hade hela ön kristnats. Den snabba omvändelsen på ön kan också förklaras av att mordet på missionären ledde till starkare påtryckningar och rädsla för repressalier från Frankrike bland invånarna.